# Henry Sims (Musiker)
Henry "Son" Sims (* 22. August 1890 in Anguilla, Mississippi; † 23. Dezember 1958 in Memphis, Tennessee) war ein US-amerikanischer Bluesmusiker. Sims beherrschte mehrere Instrumente (Klavier, Gitarre, Violine, Viola da gamba und Mandoline), spielte aber hauptsächlich Fiddle und Gitarre als Begleiter für zahlreiche bedeutende Bluesmusiker.
Sims war der einzige Sohn von fünf Kindern, seine Kindheit verbrachte er größtenteils in Renova nahe Cleveland in Mississippi. Seinen Spitznamen Son erhielt er von seiner Mutter. Trotz religiöser Vorbehalte gegen die musikalische Neigung des Jungen unterstützten seine Eltern ihn darin, sein Geigenlehrer war sein eigener Großvater, Warren Scott. Bereits seit seiner frühen Kindheit war Sims ein religiöser Mensch, Berichte schildern ihn als einen ernsthaften und ruhigen Charakter, anders als viele andere Bluesmusiker war sein Lebensstil von Gleichmaß und Ausgeglichenheit geprägt. Sein gesamtes Leben als Erwachsener verbrachte er in einer kinderlos gebliebenen Ehe mit der zwölf Jahre älteren Lizzie Smith.
Während des Ersten Weltkriegs wurde er zur Armee eingezogen und leistete seinen Dienst in Frankreich ab. Danach zog er nach Farrell nahe Clarksdale und begann um diese Zeit auch mit dem Gitarristen Percy Thomas zusammenzuarbeiten, das Duo baute Sims dann durch Hinzunahme eines Bassisten und eines Mandolinisten allmählich zu einer Band aus, die er Mississippi Corn Shuckers taufte, die aber als Son Sims Four regional bekannt wurde und über ein Vierteljahrhundert in unveränderter Besetzung zusammenblieb. Die Shuckers/Sims Four spielten hauptsächlich Squaredance und ähnliche Musik für ein weißes Publikum und bildeten für Sims einen Nebenerwerb zum Sharecropping.
Sims war seit seiner Jugendzeit bekannt mit Charley Patton, der ihm 1929 eine erste Möglichkeit zu Aufnahmen bei der Firma Paramount Records verschaffte. Bei der Aufnahmesitzung wurde Sims von Patton begleitet, im Gegenzug spielte Sims bei acht Aufnahmen von Patton Fiddle. Anfang der 30er Jahre war Sims auch Sideman von Patton bei einigen Auftritten. 1942 begleitete er Muddy Waters bei Aufnahmen für Alan Lomax und spielte häufiger in dessen Juke Joint. Ab dem Anfang der 40er Jahre trat er zeitweise mit Robert Nighthawk bei Auftritten im Mississippi-Delta auf, ungefähr zu dieser Zeit auch montierte er sich einen Pick-up auf seine Geige und wurde so zu einem der ersten elektrischen Violinisten überhaupt.
1946 zerbrachen die Son Sims Four, als ihr Bassist verstarb. Sims blieb noch zwölf Jahre weiter aktiv, bis er an den Folgen einer Nierenstein-Operation starb. Sein Grab in Clarksdale ist anonym.
Im Rückblick zeigen sich Kritiker uneinig über die Qualität seines Spiels, Wardlow/Calt bezeichnen es als „unpräzise“ und „schrill“, Robert Palmer hingegen erwähnt wohlwollend sein „unsentimentales [...] Timbre“.